# Santa-Catalina-Klapperschlange
Die Santa-Catalina-Klapperschlange (Crotalus catalinensis) ist eine Art der Klapperschlangen, die ausschließlich auf der mexikanischen Insel Santa Catalina vorkommt. Es handelt sich bei dieser mit etwa 60 Zentimetern Körperlänge mittelgroßen Schlange um die einzige Klapperschlange, die keine Schwanzrassel ausbildet.

## Merkmale
Die Santa-Catalina-Klapperschlange wird im Regelfall etwa 60 Zentimeter lang und ist sehr schlank gebaut. Es sind zwei Farbmorphen bekannt. Die verbreitetere Form hat eine hell- bis rotbraune Grundfärbung mit dunklen, rautenförmigen und dunkel und hell umrandeten Rückenflecken. Ein breiter brauner Streifen führt über die Augen zu den Mundwinkeln. Die zweite Form ist von aschgrauer Grundfärbung mit dunkelgrauen Rückenflecken. Das auffälligste Merkmal dieser Art ist das Fehlen einer Schwanzrassel, diese besteht immer nur aus einem einzelnen Hornring.

## Verbreitung und Lebensraum

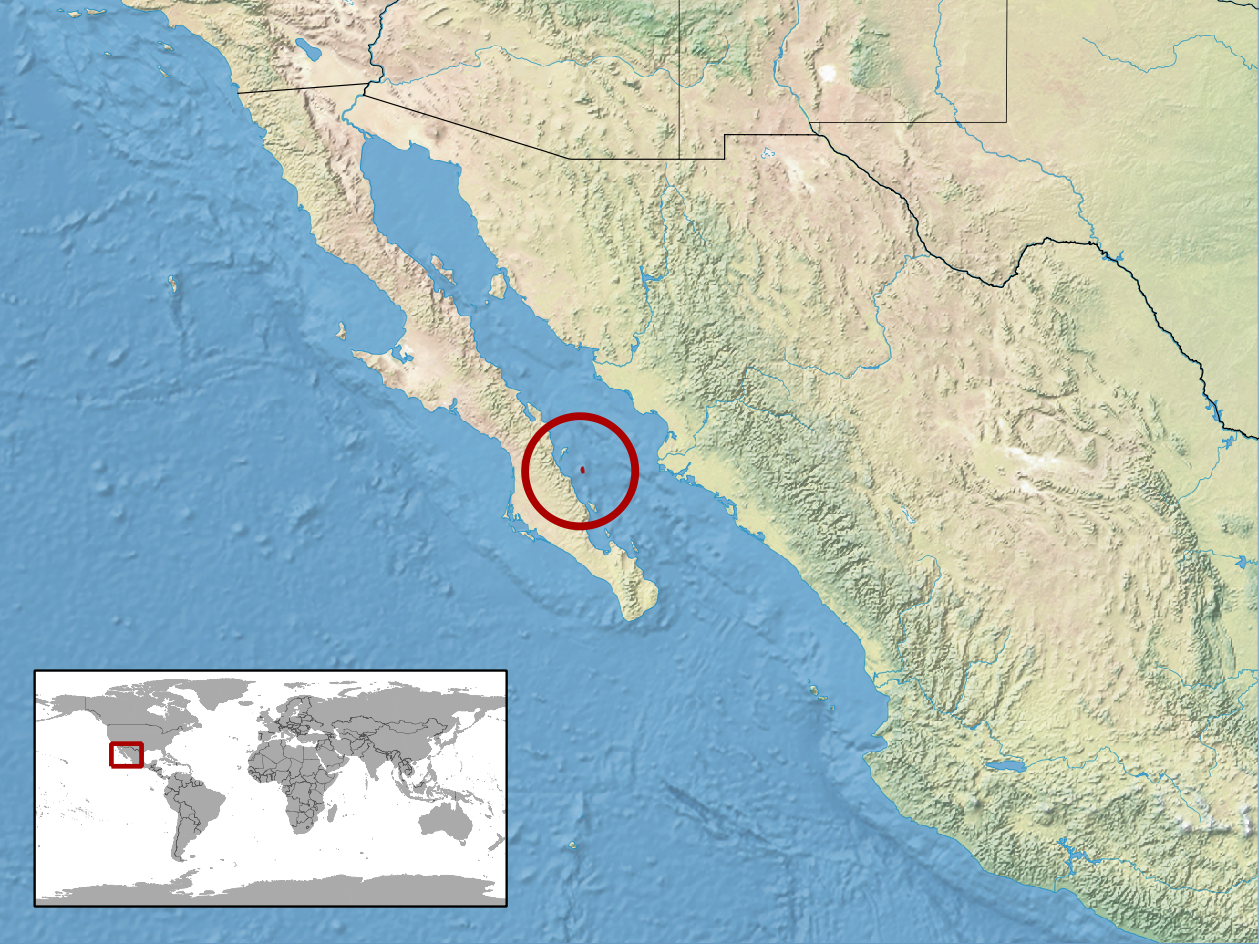
Verbreitungsgebiet

Die Santa-Catalina-Klapperschlange lebt auf der Insel Santa Catalina im Golf von Kalifornien. Dabei handelt es sich um eine trockene Wüsteninsel, deren Vegetation nur aus spärlich wachsenden Kakteen und Büschen besteht.

## Lebensweise
Wie die meisten Klapperschlangen ist auch diese Art dämmerungs- und nachtaktiv und lebt vor allem auf dem Boden. Gelegentlich klettert die Schlange auf der Suche nach Beutetieren in die niedrige Vegetation und jagt hier Eidechsen und kleine Vögel sowie deren Nestlinge.

## Schlangengift
Über die spezifische Wirkung des Giftes dieser Schlange ist wenig bekannt, man nimmt an, dass es dem anderer Klapperschlangen, vor allem dem der nahe verwandten Roten Diamant-Klapperschlange (Crotalus ruber) oder der Mojave-Klapperschlange (Crotalus scutulatus), ähnelt.